# Kevin McHale (amerykański aktor)
Kevin Michael McHale (ur. 14 czerwca 1988 w Plano) – amerykański piosenkarz popowy i aktor telewizyjny, najbardziej znany z roli niepełnosprawnego Artie Abramsa w popularnym musicalowym serialu stacji FOX, Glee. Był również jednym z czterech członków boysbandu NLT, który zakończył działalność w 2009. Wystąpił jako Everett McDonald w teledysku Katy Perry do piosenki „Last Friday Night (T.G.I.F.)” (2011).
W 2008 wziął udział w kampanii społecznej sprzeciwiającej się wprowadzeniu w amerykańskim stanie Kalifornia poprawki legislacyjnej zamykającej drogę parom jednopłciowym do zawierania małżeństw (tzw. Propozycja 8).
20 kwietnia 2018 poinformował za pośrednictwem serwisu Twitter, że jest osobą homoseksualną.

## Filmografia
| Tytuł                      | Rok       | Rola                                              | Notka |
| -------------------------- | --------- | ------------------------------------------------- | --- |
| All That                   | 2005      | Mark                                              | Odcinek: "On-Air Dares" |
| Biuro                      | 2007      | Dostawca                                          | Odcinek: "Launch Party" |
| Bratz (film)               | 2007      | Chłopak (z zespołem) przesłuchiwany w Talent Show | |
| Zoey 101                   | 2007–2008 | Dooley Fibadoo                                    | |
| Czysta krew                | 2008      | Neil Jones                                        | 2 odcinki: "Escape from Dragon House", "Cold Ground". |
| Glee                       | 2009–2015 | Artie Abrams                                      | Występy regularne Nominowany: Teen Choice Award for Choice TV: Breakout Star Male Nominowany: Teen Choice Award for Choice Music: Group (razem z obsadą Glee) |
| Glee: The 3D Concert Movie | 2011      | Artie Abrams/on sam                               | |

### Teledyski
- "That Girl" od NLT
- "She Said, I Said (Time We Let Go)" od NLT
- "Karma" od NLT
- "Blacklight" od One Call
- "Last Friday Night (T.G.I.F.)" od Katy Perry (jako Everett McDonald)

## Nagrody
- Nagroda Gildii Aktorów Ekranowych
  - Wygrana: SAG Najlepszy zespół aktorski w serialu komediowym lub musicalu
  - (2009) za Glee